# Myersiella microps
Myersiella microps es una especie de anfibio anuro de la familia Microhylidae y única representante del género Myersiella. Es endémica del este-sur de Brasil (incluida la isla Ilhabela). Su rango altitudinal oscila entre 0 y 1100 m s. n. m..